# Mikko Pulkkinen
Mikko Uolevi Pulkkinen, född 1 februari 1940 i Idensalmi, död 19 maj 2016, var en finländsk arkitekt.
Pulkkinen utexaminerades från Tekniska högskolan i Helsingfors 1971. Han var tillsammans med Ola Laiho och Ilpo Raunio delägare i arkitektbyrån LPR-arkkitehdit Oy i Åbo, som ansågs vara en av Finlands främsta arkitektbyråer. Han ansvarade för planeringen av bland annat Sveaborgs informationscentrum, inrymt i en gammal inventariekammare (1994), samt ombyggnaden av repfabriken och skeppsdockan i Åbo till konstakademi (1997). Byrån van ett stort antal pris i nationella tävlingar, bland annat för Musikhuset i Helsingfors (med förslaget "A mezza voce", 2000) och för Sydvästra Finlands fängelse (2003). Pulkkinen tilldelades 1994 tillsammans med Laiho och Raunio priset Årets stålkonstruktion.